# Verlobungsring von Diana, Princess of Wales
Lady Diana Spencer und Charles, Prince of Wales verlobten sich im Februar 1981. Ihr Verlobungsring besteht aus 14 einzelnen Diamanten, die einen 12-karätigen blauen Ceylon-Saphir in Ovalform umgeben, eingefasst in 18-Karat Weißgold. Der Ring entstammte einem Entwurf vom damaligen Kronjuwelier Garrard & Co und kostete zum Erwerbszeitpunkt 28.000 Pfund Sterling, was heute ungefähr 114.200 Euro entspricht.

## Hintergrund

### Auswahl

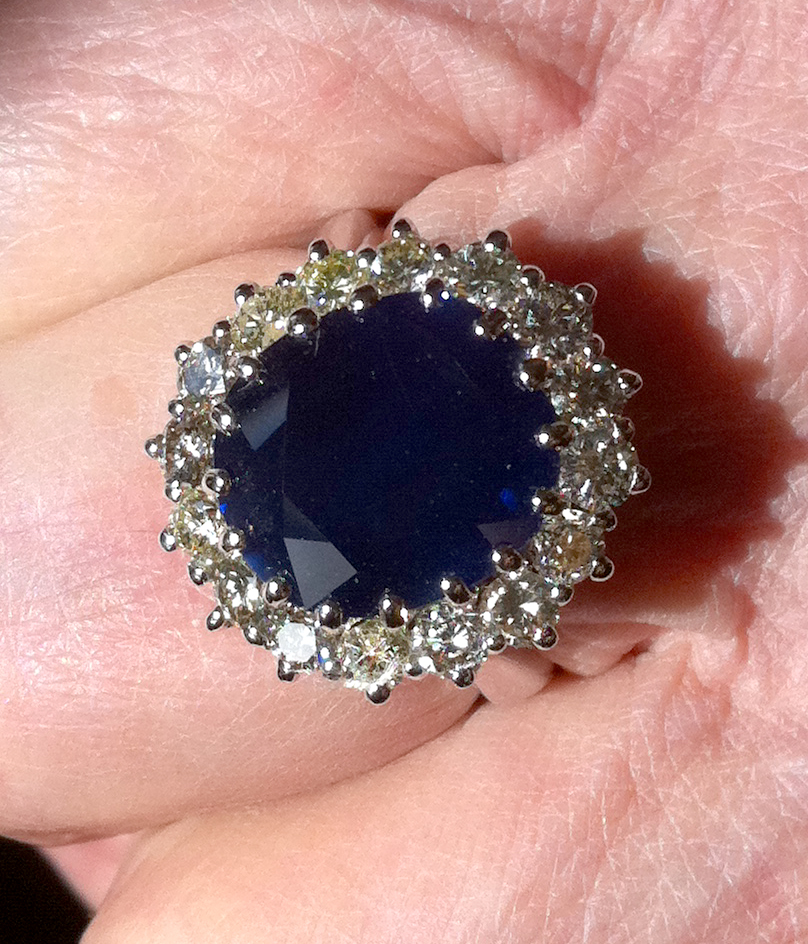
Eine Replika des Rings

Es war ungewöhnlich, dass Diana diesen Ring auswählte. Er war weder eine Spezialanfertigung noch einzigartig, sondern zum Zeitpunkt ihrer Verlobung mit Charles ein Bestandteil von Garrards Juwelierkollektion und damit für jeden solventen Käufer erhältlich.
Einige Kommentatoren sagen, Diana hätte ihn ausgewählt, weil er sie an den Verlobungsring ihrer Mutter erinnerte. Die Königliche-Juwelen-Kennerin Leslie Field bemerkte hierzu: „Sie [Diana] hatte offensichtlich bereits gesagt, sie hätte gerne einen Saphir; sie hatte ein halbes Dutzend Ringe [zur Auswahl] und sie wählte diesen einen, einfach weil er ihr gefiel.“ Field erläuterte weiter: „Jemand kam mit der Geschichte an, dass sie sofort zum größten griff, aber ich fragte sie, und sie sagte, er war definitiv nicht der größte, sie dachte einfach, er wäre sehr schön.“

### Bedeutung als Andenken
Nach Dianas Tod gelangte der Verlobungsring zunächst in den Besitz von Prinz Harry, während Prinz William Dianas wertvolle Tank Francaise Cartier-Uhr erhielt. Sie tauschten jedoch die Andenken. Als Prinz William im Herbst 2010 um Catherine Middletons Hand anhielt, gab er ihr den Ring. Der Ring habe eine tiefe persönliche Bedeutung für Catherine, Herzogin von Cambridge, und ihren Ehemann Prinz William, Herzog von Cambridge - so die Aussagen des Paares.

### Anpassungen
Gleich nach der offiziellen Bekanntgabe der Verlobung von Diana und Charles wurden noch am 24. Februar 1981 Fotos von den frisch Verlobten gemacht; auf diesen hatte der Ring eine Krappenfassung für den Saphir, mit 2 Krappen in jeder Ecke. Spätestens gegen Ende 1981 wurde die Fassung jedoch überarbeitet, in jene Form, wie sie auch heute noch besteht, mit nunmehr insgesamt 14 Krappen, die gleichmäßig rundum verteilt den Saphir einfassen.
Catherine Middleton hat ihrerseits keine Anpassungen am Ring vornehmen lassen.